# Sanduo (köpinghuvudort i Kina, Jiangsu Sheng, lat 32,82, long 119,66)
Sanduo (kinesiska: 三垛, 三垛镇) är en köpinghuvudort i Kina. Den ligger i provinsen Jiangsu, i den östra delen av landet, omkring 120 kilometer nordost om provinshuvudstaden Nanjing. Antalet invånare är 49 473. Befolkningen består av 25 138 kvinnor och 24 335 män. Barn under 15 år utgör 10,0 %, vuxna 15-64 år 74 %, och äldre över 65 år 14,0 %.
Runt Sanduo är det tätbefolkat, med 762 invånare per kvadratkilometer. Närmaste större samhälle är Gaoyou, 18,1 km väster om Sanduo. Trakten runt Sanduo består till största delen av jordbruksmark.
Genomsnittlig årsnederbörd är 1 119 millimeter. Den regnigaste månaden är juli, med i genomsnitt 254 mm nederbörd, och den torraste är januari, med 28 mm nederbörd.